# フレドホルム作用素
数学の分野におけるフレドホルム作用素（フレドホルムさようそ、英語: Fredholm operator）とは、積分方程式に関するフレドホルム理論において登場するある作用素のことを言う。数学者のエリック・イヴァル・フレドホルムの名にちなむ。
フレドホルム作用素は、二つのバナッハ空間の間の有界線形作用素であって、その核および余核が有限次元であり、その値域が閉であるようなもののことを言う（最後の条件は実際には必要ない）。またそれと同値な定義として、ある作用素 T : X → Y がフレドホルム作用素であるとは、それがコンパクト作用素を法として可逆な作用素である（適当なコンパクト作用素の違いを除いて可逆である）こと、というものがある。すなわち
{\displaystyle \mathrm {Id} _{X}-ST\quad {\text{and}}\quad \mathrm {Id} _{Y}-TS}
がそれぞれ空間 X および Y 上のコンパクト作用素となるような有界線形作用素 S : Y → X が存在するならば、T はフレドホルム作用素である。
フレドホルム作用素の指数は
{\displaystyle \mathrm {ind} \,T:=\dim \ker T-\mathrm {codim} \,\mathrm {ran} \,T}
あるいは、それと同値だが
{\displaystyle \mathrm {ind} \,T:=\dim \ker T-\mathrm {dim} \,\mathrm {coker} \,T}
で定義される（記号の意味については次元、零空間、余次元 を参照されたい）。

## 性質
空間 X から空間 Y への全てのフレドホルム作用素から成る集合は、全ての有界線型作用素が作用素ノルムをノルムとして成すバナッハ空間 L(X, Y) において開集合となる。より正確に述べれば、作用素 T0 が X から Y へのフレドホルム作用素であるならば、
‖T − T0‖ < ε をみたすすべての L(X, Y) の元 T が T0 と同じ指数を持つフレドホルム作用素となるような正の数 ε > 0 が存在する。
T が X から Y へのフレドホルム作用素であり、U が Y から Z へのフレドホルム作用素であるとき、その合成 U ∘ T は X から Z へのフレドホルム作用素となり
{\displaystyle \mathrm {ind} (U\circ T)=\mathrm {ind} (U)+\mathrm {ind} (T)}
が成立する。
T が X から Y へのフレドホルム作用素であるとき、その転置または随伴作用素 T ′ は Y ′ から X ′ へのフレドホルム作用素となり、ind(T ′) = −ind(T) が成立する。X と Y がヒルベルト空間であるとき、同じ結論がエルミート共役 T∗ に対して成立する。
T がフレドホルム作用素で K がコンパクト作用素なら、T + K はフレドホルム作用素となる。T についてのコンパクトな摂動の下でも T の指数は一定である。このことは T + s K の指数 i(s) が [0, 1] に含まれるすべての s に対して整数で、かつ i(s) が局所定数函数となることから i(1) = i(0) が成立するという事実により従う。
そのような摂動に関する不変性は、コンパクト作用素以外の作用素に対しても成立する。たとえば T がフレドホルム作用素で S が厳密特異作用素であるとき、T + S は T と指数の等しいフレドホルム作用素となる。ここで、X から Y への有界線形作用素 S が厳密特異であるとは、X の任意の無限次元部分空間 X0 への作用素 S の制限が同型とならないこと、すなわち
{\displaystyle \inf\{\|Sx\|:x\in X_{0},\,\|x\|=1\}=0\,}
が成立することを意味する。

## 例
空間 H を、非負の整数により番号付けられる正規直交基底 {en} を持つヒルベルト空間とする。H 上の（右への）シフト作用素 S は
{\displaystyle S(e_{n})=e_{n+1},\quad n\geq 0}
で定義される。この作用素 S は単射（実際には等長）であり、その値域は閉でその余次元は 1 となる。このことから S は、指数 ind(S) = −1 のフレドホルム作用素となる。その冪 Sk （k ≥ 0）は、指数が −k のフレドホルム作用素となる。その随伴作用素 S∗ は左へのシフト作用素
{\displaystyle S^{*}(e_{0})=0,\quad S^{*}(e_{n})=e_{n-1},\quad n\geq 1}
で与えられる。S∗ は指数 1 のフレドホルム作用素となる。
H が複素平面の単位円周 T 上の古典的ハーディ空間 H2(T) であるなら、複素指数函数からなる正規直交基底
{\displaystyle e_{n}\colon e^{it}\in \mathbb {T} \mapsto e^{int},\quad n\geq 0\,}
に関するシフト作用素は、関数 φ = e1 を掛ける乗算作用素 Mφ である。より一般的に、φ を T 上定義された、T 上で消えない（0 にならない）複素連続関数とし Tφ を記号 φ に関するテープリッツ作用素とすれば、Tφ は L2(T) から H2(T) への正射影 P の導く φ の乗算作用素
{\displaystyle T_{\varphi }\colon f\in H^{2}(\mathbb {T} )\mapsto P(f\varphi )\in H^{2}(\mathbb {T} )}
に等しい。このとき Tφ は H2(T) 上のフレドホルム作用素で、その指数は閉道 t ∈ [0, 2 π] → φ(e i t ) に関する 0 のまわりでの巻き数に -1 をかけたものとなる。

## 応用
アティヤ＝シンガーの指数定理は多様体上のある種の作用素の指数の、位相的な特徴づけを与える。
楕円作用素はフレドホルム作用素で展開することができる。偏微分方程式論においてフレドホルム作用素を用いることは、パラメトリックス法の抽象的な形である。

## B-フレドホルム作用素
各々の整数 {\displaystyle n} に対し、{\displaystyle T_{n}} を {\displaystyle T} の 
{\displaystyle R(T^{n})} 
への制限とする。このとき、写像は {\displaystyle R(T^{n})} から {\displaystyle R(T^{n})} への写像とみなす（とくに {\displaystyle T_{0}=T} である）。ある整数 {\displaystyle n} に対し、空間 {\displaystyle R(T^{n})} が閉であり、{\displaystyle T_{n}} がフレドホルム作用素であれば、{\displaystyle T} を B-フレドホルム作用素と呼ぶ。B-フレドホルム作用素 {\displaystyle T} の指数は、フレドホルム作用素 {\displaystyle T_{n}} の指数と定義する。このとき、指数は整数 {\displaystyle n} には依存しない。B-フレドホルム作用素は M. Berkani により、1999年にフレドホルム作用素の一般化として導入された。

## 注
1. ↑  Yuri A. Abramovich and Charalambos D. Aliprantis, "An Invitation to Operator Theory", p.156
2. ↑  T. Kato, "Perturbation theory for the nullity deficiency and other quantities of linear operators", J. d'Analyse Math. 6 (1958), 273–322.
3. ↑  Berkani  Mohammed: On a class of quasi-Fredholm operators
INTEGRAL EQUATIONS AND OPERATOR THEORY
Volume 34, Number 2 (1999), 244-249